# Гендель и гангстеры
«Гендель и гангстеры» — советский телевизионный спектакль, снятый режиссёром Вячеславом Бровкиным по одноимённому рассказу Джона Бойнтона Пристли в 1967 году. Производство Главной редакции литературно-драматических программ Центрального телевидения СССР.

## Сюжет
В застрявшей кабине лифта мистер Том Хэбблсуэйт, представитель Ладденстальской кооперации, дал понять своему попутчику, что тот фальшивит, насвистывая мелодию из арии «Иуды Маккавея» Генделя. Господин, к которому была высказана претензия, представился. Его звали Джеймс Старк Онгар — он, глава компании «Онгар Тропикал
Продактс» и увлечённый поклонник творчества великого композитора, был уверен, что правильно помнит мелодию, и в доказательство своей правоты пригласил Хэбблсуэйта в арендуемый им гостиничный номер для того, чтобы свериться с имевшейся у него партитурой.
В комнате их ожидала встреча с двумя гангстерами, Чарли Банетти и Сэмом «Буйволом», преследующими Онгара (как оказалось активного борца с бандитским влиянием в деловой жизни) с целью получить его подпись на компрометирующих документах. Разъярённый хамским поведением непрошеных гостей, Хэбблсуэйт нашёл хитроумный способ оповестить полицию о нападении. Некоторое время спустя оба пожилых джентльмена были на свободе и могли продолжить свой увлекательный спор о нюансах музыкального наследия Генделя.

## В ролях
- Ростислав Плятт Нар. арт. СССР — Том Хэбблсуэйт
- Сергей Годзи Засл. арт. РСФСР — Джеймс Старк Онгар
- Анатолий Баранцев Засл. арт. РСФСР — Чарли Банетти
- Михаил Львов арт. — Сэм «Буйвол»

## Съёмочная группа
- Постановка Вячеслава Бровкина
- Ассистент режиссёра — К. Антропов
- Ведущий оператор — Андрей Тюпкин
- Операторы: И. Игнатов, Том Паттерсон, Е. Павлов
- Звукорежиссёр — Галина Стародубровская
- Художник — С. Сафронов